# Jürgen Christian Hörl
Jürgen Christian Hoerl (* 29. Januar 1975 in Oberösterreich) ist ein österreichischer Designer.

## Werdegang
Hörl schloss seine Ausbildung an der Fachschule für Mode und Bekleidungstechnik Linz im Jahre 1995 ab. 1996 absolvierte er das Meisteratelier mit abschließender Meisterprüfung. 1999 gründete er das Modelabel JCH Fashion in Linz. Er bildete sich berufsbegleitend am Central Saint Martins College of Art and Design als auch durch Kurse an der Domus Academy in Mailand weiter. Seit 2004 lebt und arbeitet Hörl in Wien. Sein Modelabel wurde 2004 in JCHOERL umbenannt, seitdem sind die Kollektionen unter diesem Label auf der jährlich stattfindenden MQ Vienna Fashion Week in Wien. 2015 wurde seine Show von Mercedes-Benz gehostet. Seit 2015 präsentiert Hoerl unter dem Label JCH Juergen Christian Hoerl. Seine Shows finden seitdem im eigenen Atelier im Wiener Atelier am Opernring nach französischer Tradition statt.

## Mode
Seine Kollektionen bestehen aus klassischen Kleidungsstücken, sein Schwerpunkt liegt auf Abendkleidern und Ballroben, angefertigt nach alter Tradition und handwerklichen Methoden in Wien. Seine Arbeiten umfassen auch Bühnenkostüme u. a. für die Wiener Staatsoper, dem Raimund-Theater Wien oder dem Wiener Volkstheater.
Seine Entwürfe werden unter anderem von Maxi Blaha, Mirjam Weichselbraun, und Conchita Wurst getragen.